# AND I LOVE YOU (早見優のアルバム)
『AND I LOVE YOU』（アンド・アイ・ラヴ・ユー）は、1982年6月21日に発売された早見優の1枚目のオリジナル・アルバム。規格品番はLP：28TR-2008、CT：28TT-1008、CD：TACX-2458、紙ジャケットCD：TOCT-26639。

## 概要
デビュー・シングル「急いで!初恋」を収録したファーストアルバム。作家陣は歌謡曲系からニューミュージック系へと広がり、楽曲の多彩さが感じられる1枚となった。LPにはレコード盤を収納するスリーブケースも早見の写真を使用したポスター仕様になっている。また、LPとCDではジャケット写真のカットが異なっている。
B面4曲目 (CDでは10曲目)「LOVE-LIGHT」の日本語バージョンが、本アルバム発売から1か月後の1982年7月21日にセカンドシングルとして発売された。
CDは1985年3月に初めて発売された後、1995年6月に再発売されており、2008年8月には紙ジャケットCD仕様で発売された。2012年4月に本作を含むオリジナル・アルバムを全て収めたCD-BOX『Thank YU〜30th Anniversary Special Box〜』が発売された際には、アルバム未収録となっていたシングルB面曲などのボーナス・トラックが3曲追加され『AND I LOVE YOU+3』としてDisc-1に収録された。

## 収録曲

### LP／CT

#### Side A
1. I Love, who?（3:38）
作詞：窪田万梨 / 作曲：山崎哲志 / 編曲：大谷和夫
2. 太陽の恋人（3:36）
作詞：阿里そのみ / 作曲：加瀬邦彦 / 編曲：川上了
3. ゴンドラ・ムーン（3:56）
作詞：鈴木隆子 / 作曲：久保田早紀 / 編曲：馬飼野康二
4. 青いSea Side（3:25）
作詞：三浦徳子 / 作曲：佐藤健 / 編曲：大谷和夫
5. サテン サンバ72☆（2:56）
作詞：松本一起 / 作曲：和泉常寛 / 編曲：馬飼野康二
6. 素敵なRAIN DROPS（4:28）
作詞：三浦徳子 / 作曲：佐藤健 / 編曲：大谷和夫

#### Side B
1. 急いで!初恋（3:20）
作詞：松本一起 / 作曲：小杉保夫 / 編曲：大谷和夫
  - デビューシングルA面曲。
2. 私を見つめて…（4:21）
作詞：窪田万梨 / 作曲：山崎哲志 / 編曲：大谷和夫
3. ハニーな昼下り（3:50）
作詞：伊達歩 / 作曲：和泉常寛 / 編曲：馬飼野康二
4. LOVE-LIGHT（3:29）
作詞：Pia Jackson / 作曲：Jimmy Jackson / 編曲：萩田光雄
  - 同年7月21日に、この曲の日本語ヴァージョンがセカンドシングルとしてリカットされた。
5. ALL MY LOVE（4:00）
作詞：阿里そのみ / 作曲：加瀬邦彦 / 編曲：川上了

### CD
1. I Love, who?
2. 太陽の恋人
3. ゴンドラ・ムーン
4. 青いSea Side
5. サテン サンバ72☆
6. 素敵なRAIN DROPS
7. 急いで!初恋
8. 私を見つめて…
9. ハニーな昼下り
10. LOVE-LIGHT
11. ALL MY LOVE

### AND I LOVE YOU+3
1. I Love, who?
2. 太陽の恋人
3. ゴンドラ・ムーン
4. 青いSea Side
5. サテン サンバ72☆
6. 素敵なRAIN DROPS
7. 急いで!初恋
8. 私を見つめて…
9. ハニーな昼下り
10. LOVE-LIGHT
11. ALL MY LOVE

#### ボーナス・トラック
1. 潮風の予感
作詞：窪田万梨 / 作曲・編曲：馬飼野康二
  - 「急いで!初恋」のB面曲。
2. Love Light
作詞：Pia Jackson / 作曲：Jimmy Jackson / 日本語詞：三浦徳子 / 編曲：萩田光雄
  - セカンドシングルA面曲。アルバム収録曲「LOVE-LIGHT」の日本語ヴァージョン。
3. ガラスの街角
作詞：三浦徳子 / 作曲：久保田早紀 / 編曲：松井忠重
  - 「Love Light」のB面曲。

## 参考資料
- Idol.ne.jp | 70-80年代アイドル・芸能・サブカル考察サイト